# Посёлок дома отдыха «Плесково»
Посёлок дома отдыха «Плесково» — населённый пункт в Троицком административном округе Москвы (до 1 июля 2012 года в составе Подольского района Московской области). Входит в состав поселения Михайлово-Ярцевское. Посёлок устроен при доме отдыха «Плесково»

## Население
| 2002 | 2009 | 2010 |
| ---- | ---- | ---- |
| 149  | ↗183 | ↗218 |

Согласно Всероссийской переписи, в 2002 году в посёлке проживало 149 человек (69 мужчин и 80 женщин). По данным на 2005 год в посёлке проживало 158 человек.

## География
Посёлок дома отдыха «Плесково» расположен примерно в 16 км к юго-западу от центра города Троицк и примерно в 29 км к западу от центра города Подольска. Рядом протекает река Пахра. Ближайший населённый пункт — деревня Дровнино.

## Территории и улицы
Территории и улицы, перечисленные ниже, на самом деле географически могут и не находиться внутри самого посёлка, а бывают разбросаны вокруг него на площади в несколько квадратных километров, в границах поселения Михайлово-Ярцевского. Тем не менее, по КЛАДР все они классифицируются, как территории или улицы посёлка дома отдыха «Плесково», а в названии содержат слово Территория или Улица. Так как эти объекты возникали и благоустраивались под началом инициативных групп (правлений СНТ, правлений ДСК, дирекций КП и т. п.), то исторически сложилось, что в границах каждого из этих объектов обычно присутствует Территориальное общественное самоуправление. Каждый из перечисленных ниже территориальных объектов имеет свой уникальный кадастровый номер.
| Название по КЛАДР             | Удаленность от поселков и деревень         | Кадастровый номер                           |
| ----------------------------- | ------------------------------------------ | ------------------------------------------- |
| ДСК Плесково-Пахра Территория |                                            | 77:22:0030150                               |
| СНТ Плесково Территория       | в 1,5 км от посёлка дома отдыха «Плесково» | 77:22:0030121                               |
| СНТ Плесково-ТСХА Территория  | в 0,2 км от посёлка дома отдыха «Плесково» | 77:22:0030161                               |
| СНТ Тимирязевец Территория    | в 1,0 км от посёлка дома отдыха «Плесково» | 77:22:0030151, 77:22:0030152, 77:22:0030153 |
| Полевая Улица                 |                                            |                                             |

## Транспорт
До посёлка ходит автобус от станции метро «Ольховая» (маршрут 514), автобус № 1047 от станции Подольск.

## Образование
Рядом с посёлком находится православная школа-пансион «Плёсково».